# Arent Jan Wensinck
Arent Jan Wensinck (Aarlanderveen, 7 augustus 1882 – aldaar, 19 september 1939) was een Nederlands islamoloog, geschiedkundige op het gebied van de Syrische mystieke theologie en professor in de Semitische talen.

## Levensloop
Als zoon van Johan Herman Wensinck, een Nederlands-hervormd dominee en zijn vrouw Anna Sara Geertruida Vermeer zou Arent Jan Wensinck eerst in de voetsporen van zijn vader treden en ging, na de gymnasia in Amersfoort en Leiden doorlopen te hebben, in 1901 theologie studeren aan de Universiteit Utrecht. Al na één semester besloot hij over te stappen naar de faculteit der Semitische talen, waar hij al in 1902 voor zijn eerste examen „cum laude“ slaagde. Deze studie vervolgde hij vanaf juli 1904 aan de Universiteit Leiden bij de arabist Michiel Jan de Goeje en Christiaan Snouck Hurgronje, en hij deed op 30 april 1906 zijn doctoraal. Hij studeerde Hebreeuws, Aramees, Oud-Syrisch en Arabisch, hield lezingen in Berlijn en Heidelberg en promoveerde op 18 maart 1908 met een dissertatie over Mohammed en de Joden te Medina.
Daarna ging hij Hebreeuws doceren aan gymnasia en als privaatdocent voor Syrische en West-Aramese dialecten in Utrecht. Tegelijkertijd studeerde hij in die stad theologie, en volgde ook colleges van de turkoloog Martin Houtsma.
In 1912 werd Wensinck tot professor Hebreeuws aan de Leidse universiteit benoemd, en op 3 oktober van dat jaar trouwde hij met Maria Elisabet Daubanton. Uit dit huwelijk werden twee zoons en twee dochters geboren.
Wensinck bleef zijn leven lang Nederlands-hervormd. Kort voor zijn dood in 1939 schreef hij nog de brochure "De Nederlandsch-Hervormde Kerk en de Gemeente van Christus", waarin hij zijn opvattingen over de liturgie uiteenzette.
Wensinck leefde als geleerde een rustig en teruggetrokken leven. Zijn grootste hobby was de muziek, waarmee hij zich kon ontspannen. Wensinck genoot in de kringen van zijn collegae groot aanzien.

## Werk
Wensinck beperkte zich niet tot het vakgebied van zijn professoraat, maar publiceerde ook over de Semitische wereld in het algemeen. Naast filologische studies waren dat vooral werken over godsdiensthistorie, die bij de Koninklijke Nederlandse Akademie van Wetenschappen verschenen, waarvan Wensinck sinds 1917 lid was. In het bijzonder werd hij geboeid door de studie van de mystiek, zowel binnen het christendom als de islam. Ook vertaalde hij talrijke werken uit het Syrisch, zoals in 1919: Kethabha dhe-Jauna, het "Boek van de Duif" van Bar-Hebraeus en in 1923 "Mystic treatises", van Izaäk van Ninive. In zijn latere werk concentreerde hij zich op Ghazali, de grootste Perzische mysticus van de 11e eeuw. In 1930 verscheen "Oostersche mystiek: christelijke en mohammedaansche".
In 1927 volgde Wensinck zijn leermeester Snouck Hurgronje op de leerstoel Arabisch, Syrisch en islamologie aan de Leidse universiteit op.
Aan de "Encyclopaedia of Islam", die, uitgegeven door Martin Theodoor Houtsma, tussen 1913 en 1938 in vijf delen in het Engels, Frans en Duits verscheen, werkte hij als redacteur mede. Tegelijkertijd publiceerde hij in 1927 "A handbook of early Muhammadan tradition" ("Handboek voor vroege Moslim-tradities") en vijf jaar later "The Muslim creed" ("De geloofsbelijdenis van de moslims").
In 1933 verscheen het eerste deel van "Concordance et indices de la Tradition musulmane", een lijst van Hadith (islamitische op de profeet Mohammed teruggaande uitspraken met godsdienstig leergezag). Tot 1969 volgden hierop nog zeven delen, waarin alle Hadith-teksten van "al-Kutub as-sitta" ("de zes grote verzamelwerken") alsmede van enige kleinere werken, met literatuurverwijzingen, zijn opgesomd.